# Milrinon
Milrinon, milrynon – organiczny związek chemiczny, lek pobudzający czynność serca.

## Mechanizm działania
Milrinon wykazuje działanie o niezupełnie jeszcze wyjaśnionym mechanizmie na układ krążenia. Milrinon (tak jak amrynon, wesnarynon) jest inhibitorem izoenzymu fosfodiesterazy III cyklicznego adenozynomonofosforanu (cAMP) w mięśniu serca i naczyń, przyśpiesza wewnątrzkomórkowe przemieszczenia jonów wapniowych i sodowych przez błony komórkowe.
U pacjentów z zastoinową niewydolnością krążenia po dożylnym podaniu szybko zwiększa objętość wyrzutową i pojemność minutową serca nie wpływając na zużycie tlenu.
Działa bezpośrednio na mięśnie gładkie naczyń krwionośnych zmniejszając obwodowy opór naczyniowy, a także zwiększa przepływ przez płucny układ naczyń włosowatych prowadząc do zmniejszenia ciśnienia w krążeniu płucnym.

## Wskazania
Milrinon jest stosowany w krótkotrwałym (do 48 godzin) leczeniu dożylnym w ostrej zastoinowej niewydolności krążenia. U chorych z migotaniem i trzepotaniem przedsionków.

## Przeciwwskazania
- nadwrażliwość na substancję lub jakikolwiek inny składnik preparatu
- wady zastawek
- świeży zawał mięśnia sercowego (brak badań klinicznych na pacjentach)
- nie należy stosować u dzieci i w ciąży (bezpieczeństwo i skuteczność nie zostały ustalone)

## Dawkowanie
- bolus 25–75 ug/kg w ciągu 10–20 minut
- wlew 0,375–0,75 ug/kg/min

### Przedawkowanie
Możliwe niedociśnienie ze względu na zmniejszenie obwodowego oporu naczyniowego. W takim przypadku należy ograniczyć lub czasowo przerwać podawanie leku, aż stan pacjenta się ustabilizuje. Nie jest znane specyficzne antidotum.

## Działania niepożądane
- niemiarowość komorowa(12,6%) i nadkomorowa(3,6%)[3]
- hipokalemia (0,6%)[4] (z powodu zwiększonego wydalania moczu)[3]
- zawroty i bóle głowy (2,9%)[4]
- trombocytopenia[3] (0,4%)[4]

## Preparaty
- Corotrope (Sanofi)